# Клоріс Лічмен

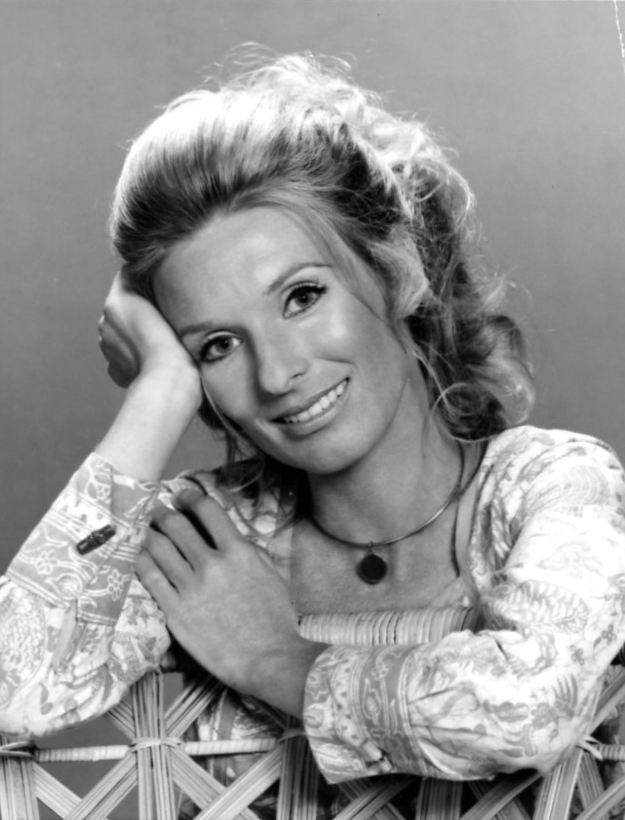
Cloris Leachman 1970

Клоріс Лічмен (англ. Cloris Leachman, *30 квітня 1926, Де-Мойн, Айова — 26 січня 2021) — американська акторка, володарка дев'яти премій «Еммі», а також «Оскара», «Золотого глобуса» та премії BAFTA.

## Біографія

### Юні роки
Клоріс, старша з трьох дочок власників фірми лісоматеріалів Клоріс і Бака Лічман, народилася 30 квітня 1926 в місті Де-Мойн, Айова. У 1944 вона закінчила середню школу ім. Теодора Рузвельта. Потім навчалася драмі в Північно-Західному університеті, де входила до спільноти «Гамма Пі Бета» і була однокласницею майбутнього комічного актора Пола Лінда. Перші ролі в кіно і на телебаченні їй стали пропонувати після того, як вона отримала титул «Міс Чикаго» в 1946. Її театральна кар'єра почалася трохи раніше в її рідному місті, де вона багато грала на сцені місцевого театру.

## Початок кар'єри
Після перемоги на конкурсі краси Клоріс переїхала в Нью-Йорк, де вступила в Акторську студію в групу до Еліа Казан. Її дебют на Бродвеї відбувся в 1950 в п'єсі «Вернись назад, маленький Шеба». У 1950 вона також багато знімалася на телебаченні, а в 1955 відбувся її кінодебют у фільмі Роберта Олдріка «Цілуй мене на смерть». Роком пізніше вона знялася разом з Полом Ньюманом і Лі Марвіном у фільмі «Кейс».

## Визнання
За свою тривалу кар'єру Лічмен отримала численні нагороди і премії. Вона була удостоєна премій «Оскар» і BAFTA за найкращу жіночу роль другого плану у фільмі «Останній кіносеанс», заснованому на бестселері Ларрі МакМертрі. У цьому фільмі вона зіграла дружину вчителя фізкультури в середній школі, з якою персонаж Тімоті Боттомс мав зв'язок.
Клоріс Лічман понад 20 разів номінувалася на «Еммі» і 9 разів ставала володаркою цієї премії, зокрема 2 рази за роль Філліс Ліндстром в «Шоу Мері Тайлер Мур». Її персонажка з'являлася в цьому шоу протягом п'яти років, а в 1975 на екрани вийшов серіал «Філліс», за головну роль в якому Лічмен отримала «Золотий глобус». У 1978 акторка отримала «Премію Сари Сиддонс» за свою роботу в театрі Чикаго.
Лічман знялася в трьох фільмах Мела Брукса. Вона зіграла фрау Блюхер в «Молодому Франкенштейна» (1974, номінація на «Золотий глобус»), божевільну медсестру Шарлотт Дизель в «Страху висоти» (1977) і мадам Дефарж у «Всесвітня історія, частина перша» (1981).
Голосом Лічман також говорять багато мультиплікаційних персонажок, такі як Гайді в «Мій маленький поні» (1986), Дола в «Небесний замок Лапута» (1986), королева Гнорга в «Троль в Центральному парку» (1984) і місіс Лайнлі Тенседж в «Сталевий гігант» (1999).
У 2004 Клоріс Лічман була номінована на премію Гільдії кіноакторів США за роль бабусі Евелін у фільмі «Іспанська англійська», де вона замінила хвору Енн Бенкрофт.
14 травня 2006 Лічмен отримала докторський ступінь витончених мистецтв в університеті Дрейк в своєму рідному місті Де-Мойн. У 2010 акторка з'явилася в невеликій ролі в комедії «Знову ти», де втілила стару суперницю героїні Бетті Уайт, що стало в свою чергу конфліктом між двома акторками, що трапився багато років тому на «Шоу Мері Тайлер Мур».

## Особисте життя
З 1953 по 1979 Клоріс Лічмен була одружена з голлівудським імпресаріо Джорджем Енглундом. У цьому шлюбі народила п'ятьох дітей, багато з яких пов'язали своє життя з шоу-бізнесом. Її син Джордж Енглунд Молодший був першим чоловіком Шерон Стоун, а другий син Брайан помер в 1986 від передозування ліків. Колишньою свекрухою Клоріс була акторка Мейбл Альбертсон.
Лічмен довгий час була вегетаріанкою. Займалась постановкою шоу про своє життя і кар'єру.

## Фільмографія
- Гамбіт (2012) - бабуся Мерл
- Знову ти (2010) - Хелен
- Американський первоцвіт (2009) - Сенді
- Нью-Йорк, я люблю тебе (2009) - Мітзі
- Жінки (2008) - Меггі
- Озеро страху 2 (2007) - седдамі Бікерман
- Пивний бум (2006)
- Дуже страшне кіно 4 (2006) - Місіс Норіс
- Каліфорнійці (2005) - Айлін Ботрайт
- Все або нічого (2005) - Лінетт
- Іспанська англійська (2004) - Евелін Райт
- Поганий Санта (2003) - Бабуся (в титрах не вказано)
- Алекс і Емма (2003)
- Відбій (фільм, 2000)
- Музика серця (1999) - Ассунта Гуаспарі
- Ніколи не пізно (1997) - Олайв
- Час від часу (1995) - Бабуся Албертсон
- Селюки з Беверлі-Гіллз (1993) - Бабуся
- Мій хлопець воскрес (1993) - Меггі
- Чуже весілля (1991) - Рут Уівер
- Техасвілль (1990) - Рут Поппер
- Гензель і Гретель (1988) - Відьма
- Всесвітня історія, частина перша (1981) - Мадам Дефарж
- Гербі летить з котушок (1980) - тітка Луїза Трендс
- Сміттєва полювання (1979) - Мілдред Кратхерс
- Врятуйте «Титанік» (1979) - Моллі Браун
- Фільм Маппет (1979) - Секретарі лорда
- Страх висоти (1977) - Сестра Шарлотт Дизель
- Божевільна матуся (1975) - Мельба
- Молодий Франкенштейн (1974) - Фрау Блюхер
- Смертний вирок (1974) - Сьюзен Девіс
- Дейзі Міллер (1974) - Місіс Езра Міллер
- «Діллінджер» (1973) - Анна Сейдж
- Чарлі і ангел (1973) - Нетті Еплбі
- Останній кіносеанс (1971) - Рут Поппер
- Коханці і інші незнайомці (1970) - Бернайс Хендерсон
- Бутч Кессіді і Санденс Кід (1969) - Агнес
- Велика долина (1967) — Фей
- Доповідь Чепмена (1962) - Міс Селбі
- Кейс (1956) - Керолін
- Цілуй мене на смерть (1955) - Христина Бейлі
- Буч Кессіді і Санденс Кід (1969)
- Останній кіносеанс (1971)
- Гензель і Ґретель (1982)
- Музика серця (1999)
- Алекс та Емма (2003)
- Поганий Санта (2003)
- Все або нічого (2005)
- Вищий пілотаж (2005) — Сестра Спекс
- Дуже страшне кіно 4 (2006)
- Жінки (2008)
- Нью-Йорку, я люблю тебе (2009)
- Знову ти (2010)
- Гамбіт (2012)
- Сімейка Крудсів (2013)
- Скаути проти зомбі (2015)
- Сімейка Крудсів: Нова ера (2020)